# Phoenix Suns 1982-1983
La stagione NBA 1982-1983 fu la 15ª stagione della storia dei Phoenix Suns che si concluse con un record di 53 vittorie e 29 sconfitte nella regular season, il 2º posto nella Pacific Division, e il 3º posto nella Western Conference.
Nei playoff del 1983 la squadra perse al primo turno contro i Denver Nuggets.

## Draft
| Giro | Scelta | Giocatore       | Posizione   | Nazionalità | Università/Club |
| ---- | ------ | --------------- | ----------- | ----------- | --------------- |
| 1    | 15     | David Thirdkill | ala piccola | Stati Uniti | Bradley         |

## Regular season
| Squadra                | V  | P  | %    | GB |
| ---------------------- | -- | -- | ---- | -- |
| Los Angeles Lakers     | 58 | 24 | 70,7 | -  |
| Phoenix Suns           | 53 | 29 | 64,6 | 5  |
| Seattle SuperSonics    | 48 | 34 | 58,5 | 10 |
| Portland Trail Blazers | 46 | 36 | 56,1 | 12 |
| Golden State Warriors  | 30 | 52 | 36,6 | 28 |
| San Diego Clippers     | 25 | 57 | 30,5 | 33 |

## Play-off

### Primo turno
Gara 1
| 19 aprile 1983 | Phoenix Suns | 121 – 108 | Denver Nuggets |  |

Gara 2
| 21 aprile 1983 | Denver Nuggets | 113 – 99 | Phoenix Suns |  |

Gara 3
| 24 aprile 1983 | Phoenix Suns | 112 – 117 TS | Denver Nuggets |  |

## Roster
| N° | Naz.                   | Ruolo | Sportivo        | Anno | Alt. | Peso |
| -- | ---------------------- | ----- | --------------- | ---- | ---- | ---- |
| 4  | Stati Uniti (bandiera) | G     | Kyle Macy       | 1957 | 191  | 79   |
| 6  | Stati Uniti (bandiera) | GA    | Walter Davis    | 1954 | 198  | 88   |
| 7  | Stati Uniti (bandiera) | A     | Rory White      | 1959 | 203  | 95   |
| 11 | Stati Uniti (bandiera) | G     | Johnny High     | 1957 | 191  | 84   |
| 14 | Stati Uniti (bandiera) | GA    | Alvin Scott     | 1955 | 201  | 84   |
| 20 | Stati Uniti (bandiera) | AC    | Maurice Lucas   | 1952 | 206  | 98   |
| 22 | Stati Uniti (bandiera) | AC    | Larry Nance     | 1959 | 208  | 93   |
| 24 | Stati Uniti (bandiera) | G     | Dennis Johnson  | 1954 | 193  | 84   |
| 32 | Stati Uniti (bandiera) | A     | Charles Pittman | 1958 | 203  | 100  |
| 33 | Stati Uniti (bandiera) | AC    | Alvan Adams     | 1954 | 206  | 95   |
| 40 | Stati Uniti (bandiera) | GA    | David Thirdkill | 1960 | 201  | 88   |
| 45 | Stati Uniti (bandiera) | AC    | Jeff Cook       | 1956 | 208  | 98   |
| 50 | Stati Uniti (bandiera) | AC    | Joel Kramer     | 1955 | 201  | 92   |
| 53 | Stati Uniti (bandiera) | C     | James Edwards   | 1955 | 213  | 102  |

## Staff tecnico
- Allenatore: John MacLeod
- Vice-allenatori: Al Bianchi, John Wetzel
- Preparatore atletico: Joe Proski

### Arrivi/partenze
Mercato e scambi avvenuti durante la stagione:
Arrivi
| N° | Naz.                   | Ruolo | Sportivo      |  | Alt. |  |
| -- | ---------------------- | ----- | ------------- |  | ---- |  |
| 53 | Stati Uniti (bandiera) | C     | James Edwards |  |      |  |

Partenze
| N° | Naz.                   | Ruolo | Sportivo  |  | Alt. |  |
| -- | ---------------------- | ----- | --------- |  | ---- |  |
| 45 | Stati Uniti (bandiera) | AG    | Jeff Cook |  |      |  |

## Premi e onorificenze
- Dennis Johnson incluso nell'All-Defensive First Team